# Војводство Курландија и Семигалија
Војводство Курландија и Семигалија било је војводство у балтичком региону, тада познатом као Ливонија, које је постојало од 1561. до 1569. године као вазал Велике кнежевине Литваније, а затим је од 1569. до 1726. године била део Краљевине Пољске Од 1726. војводство је инкорпорирано у Државну заједницу Пољске и Литваније. Двадесет и четвртог октобра 1795. године, у Трећој подели Пољске, територију је анектирала Руска империја. 
Постојала је и краткотрајна држава истог имена која је постојала од 8. марта до 22. септембра 1918. године. Планирано је да буде укључена у састав Уједињеног Балтичког Војводства, под влашћу Немачког царства, али су ти планови осујећени капитулацијом Немачке и напуштањем Балтичког региона крајем Првог светског рата. Након завршетка Првог светског рата, ово подручје је постало део Летоније.